# Jérôme de Bontin
 (septembre 2016).
Si vous disposez d'ouvrages ou d'articles de référence ou si vous connaissez des sites web de qualité traitant du thème abordé ici, merci de compléter l'article en donnant les références utiles à sa vérifiabilité et en les liant à la section « Notes et références ».
Pour les articles homonymes, voir Bontin.
Jérôme de Bontin né à Paris en 1957 est un homme d'affaires franco-américain, ancien président de l'AS Monaco.

## Carrière
Il fait ses études aux États-Unis, où il est diplômé dans la finance à Amherst College dans le Massachusetts. C'est dans cette école qu'il fera la connaissance du Prince Albert de Monaco. 
Il a effectué sa carrière aux États-Unis dans la finance. C'est un dirigeant de SILLC (Sustainability Investments LLC) et Mekar Financial Services. 
Il a été également président de Crédit Agricole Futurs et directeur de CA Global Futurs à Vienne (Autriche).
De plus il a été vice-président du département finances de Drexel, Burnharm, Lambert et de directeur de la division finances de Rodman & Renshaw à Chicago.
Il siège au conseil de la fondation de la Fédération américaine de Soccer (United States Soccer Federation Foundation) et il est aussi administrateur de l’AS Monaco depuis juin 2002.
Ancien équipier de football du Prince Albert II de Monaco Il est titulaire de diplômes d'entraîneur aux États-Unis et d'une licence d'arbitre.
C'est le 10 avril 2008 qu'il est nommé Président intérimaire de l'AS Monaco FC après la démission de Michel Pastor. Il quitte alors Chicago où il s'était installé pour la Principauté, de manière à s'investir pleinement dans la gestion de son club. Il sera le premier Président non-monégasque de l'ASM.
Le 27 février 2009, il quitte ses fonctions de président de l'AS Monaco FC pour "raisons familiales", selon le communiqué officiel du club.
Des précisions sur son départ soudain nous indiquent qu'il n'a pas accepté de la part de la SBM (futur actionnaire majoritaire du club) la mise en place d'un conseil de surveillance pour encadrer ses décisions.
Il est définitivement remplacé au poste de président de l'AS Monaco à la fin mars 2009 par Étienne Franzi.
Le mardi 2 octobre 2012, il est nommé manageur général du club de Major League Soccer, les New York Red Bulls en remplacement d'Erik Solar. Il démissionne en mars 2014.

## Polémique
- Si vous ne connaissez pas le sujet, laissez ce bandeau (vous pouvez alors contacter les auteurs).
- Si vous supprimez le contenu mis en cause (vous pouvez préalablement contacter les auteurs),

argumentez précisément cette suppression dans la page de discussion
(un manque de référence n'est pas un argument ; une recherche réelle de référence doit avoir été effectuée, être formellement documentée).
Dès le début de la saison 2008/2009, il tentera de révolutionner le football monégasque afin que « l'entreprise » de l'ASM soit beaucoup plus profitable. Ainsi, il n'hésitera pas à renvoyer des symboles forts du club comme le directeur sportif et ancien gardien Jean-Luc Ettori, figure emblématique du club présent au sein de celui-ci depuis plus de 30 ans. Il fera venir les joueurs Freddy Adu des États-Unis et Chun-Young Park de Corée pour développer le marketing de l'AS Monaco sur ces marchés. À la suite de ses hausses de tarifs, ses tracasseries envers les supporters (fermeture du terrain d'entraînement de la Turbie sauf le jeudi, interdiction de vente des gadgets des Ultras Monaco, insultes répétées à leur encontre "chiens qui crient"), il s'attire l'opposition des supporters (hormis le CSM). Le paroxysme étant atteint lors de l'engagement de José Cobos, figure emblématique de l'OGCN à un poste de relationnel entre les joueurs et le staff.